# Strășeni
Straşeni (ryska: Страшены) är en distriktshuvudort i Moldavien. Den ligger i distriktet Raionul Străşeni, i den centrala delen av landet, direkt söder om floden Bîc. Straşeni ligger 107 meter över havet och antalet invånare är 19 225.
Terrängen runt Straşeni är kuperad åt sydväst, men åt nordost är den platt. Trakten runt Straşeni består till största delen av jordbruksmark.